# Hopong
Hopong (en birmà Hopon) és un estat dels Estats Shan dins l'estat Shan de Myanmar. Té uns 370 km². La capital és Hopong a la vall d'igual nom dins la vall de Nam Pawn, i propera a la capital de l'estat Shan, Taunggyi, a uns 30 km a l'oest. Al nord-oest limita amb el petit subestat de Hailong. La població està formada per Taungthu (dos terços) i Shan. La dinastia local era Taungthu, però era vista com a Shan pels taunghtus.
El principat era subsidiari. Va participar en la Confederació d'estats Shan contra els britànics del 1886, al capdavant de la qual es va posar el príncep birmà Limbin, però, després de les victòries britàniques, fou ocupat i entregat a un oficial del territori, d'ètnia Taunghtu, reconegut sawpaw. El darrer príncep va abdicar el 1959 i després fou una de les Repúbliques de la unió d'Estats Shan que constituïren l'Estat Shan, amb vocació d'independència, però part de Myanmar.